# Нгоза, Фредди
Фредди Нгоза (англ. Thato Frederick Ntandyenkosi Ngoza; род. 20 октября 1991 года, Пит-Ретиф)) — южноафриканский регбист, замок (нападающий второй линии).

## Биография
Воспитанник «Пумас» и «Гриффонс», в составе последних и начал свою карьеру в 2011 году. В дальнейшем переходит в «Фри Стейт Читаз». Дважды уходит в аренду в «Гриффонс». В 2016 и 2017 годах выступал за «Блю Буллс». Также в 2017 году провёл 3 матча в Про14 за «Саутерн Кингз». После игрок провел сезон в «Боланд Кавальерс» и летом 2019 перешёл в российский клуб «ВВА-Подмосковье».